# Liste der Monuments historiques in Seigny
Die Liste der Monuments historiques in Seigny führt die Monuments historiques in der französischen Gemeinde Seigny auf.

## Liste der Immobilien
| Bezeichnung | Beschreibung           | Standort          | Kennzeichnung | Schutzstatus | Datum | Bild |
| ----------- | ---------------------- | ----------------- | ------------- | ------------ | ----- | ---- |
| Wegekreuz   | Stein, 16. Jahrhundert | Grande Rue (Lage) | PA00112662    | Inscrit      | 1925  |      |